# Carrossier du Cap
Le Carrossier du Cap (afrikaans : Bolandse Waperd / Bolandse Tuigperd) est une race de chevaux carrossiers, originaire d'Afrique du Sud. Il provient de croisements opérés sur le cheval du Cap, et sert uniquement à la traction. La race du Vlaamperd lui succède. Il est considéré comme éteint en 1957.

## Histoire

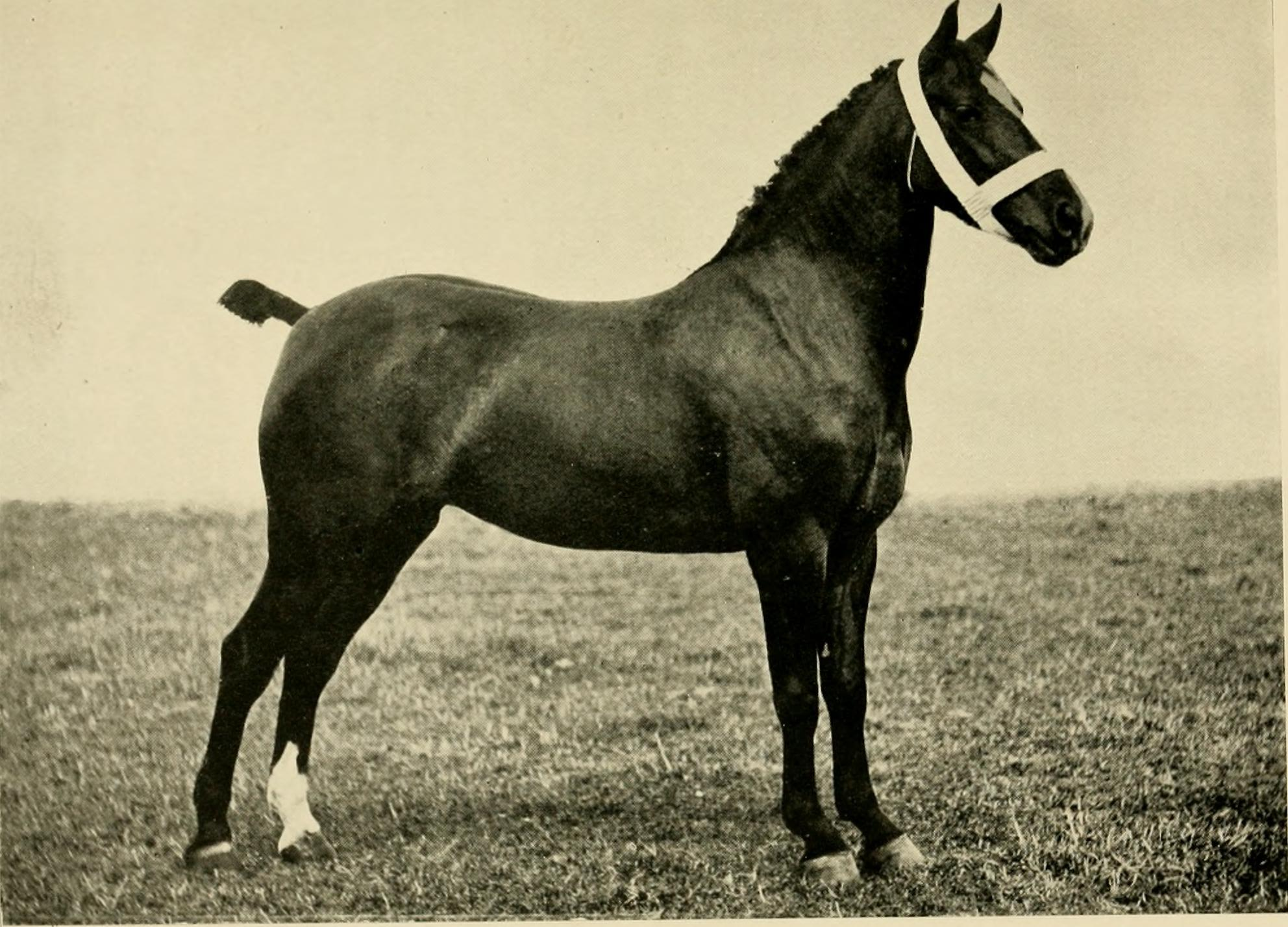
Un Hackney, l'une des races à l'origine du Carrossier du Cap.

Le nom en anglais est Cape Harness, correspondant mot pour mot en français à « Cheval d'attelage du Cap ». Cependant, la traduction proposée en français par le Lexique du cheval est « Trait du Cap ». Les noms en afrikaans sont Bolandse Waperd et Bolandse Tuigperd.
Le Carrossier du Cap provient de différents croisements entre des chevaux Frison, Anglo-arabe et Hackney, importés en Afrique du Sud par les colons européens, sur le cheptel d'origine composé de chevaux du Cap,,, au XIXe siècle. Il s'agit d'une des deux races notables sélectionnées à cette époque par les fermiers Boers, avec le Calvinia. Le cheval du Cap joue un rôle important dans le développement du carrossier. Des croisements de chevaux du Cap et de Hackney sont alors parfois utilisés pour les travaux agricoles généraux. Le Carrossier du Cap est ensuite remplacé par des chevaux d'ascendances Frison et Flamande. En 1957, W. Kreuz assure que le type traditionnel de cette race n'existe plus.

## Description
La morphologie est légère, il présente le type du cheval de traction légère, de poids moyen. Le carrossier du Cap est un cheval actif, doté de style.

## Utilisations
Il sert essentiellement à la traction de chariots lourds ou d'attelages plus légers. Il participe au développement de la race du Vlaamperd.

## Diffusion de l'élevage
Le Carrossier du Cap se trouve presque exclusivement dans l'Ouest de l'Afrique du Sud. Le South Africa Department of Agriculture indique (2006) qu'il s'agit d'une race éteinte, tout comme la base de données DAD-IS, qui le classe comme race locale d'Afrique du Sud éteinte. De même, l'étude menée par Rupak Khadka de l'Université d'Uppsala, publiée en août 2010 pour la FAO, indique le Cape Harness comme race de chevaux locale africaine, désormais éteinte.